# Pałac w Jełgawie
Pałac w Jełgawie – jeden z najcenniejszych zabytków architektury na Łotwie. Znajduje się w mieście Jełgawa (dawniejsza Mitawa), ok. 45 km na południe od Rygi.

## Budowa
Budowę pałacu rozpoczęto w 1738, na miejscu dawnego zamku zakonu kawalerów mieczowych. Inicjatorem budowy był przedostatni książę Kurlandii i Semigalii Ernst Johann von Biron, który wstąpił na tron w 1737. W jego planach było wybudowanie w stolicy księstwa, Mitawie, okazałego pałacu i w 1737 wysadzono stary zamek w powietrze. Równocześnie z pałacem w Mitawie budowano Pałac w Rundāle, jednak budowa rezydencji mitawskiej miała dla księcia większe znaczenie i to właśnie do Mitawy sprowadzono wiele elementów, przeznaczonych dla Rundāle. Do 1740 powstały  fundamenty barokowego pałacu, jednak po aresztowaniu księcia von Birona w tym samym roku, prace budowlane zostały wstrzymane. W 1763 von Biron powrócił do Kurlandii i budowę pałacu wznowiono pod kierownictwem Włocha Francesca Bartolomeo Rastrellego i Duńczyka Severina Jansena. Pierwszy z nich chciał utrzymać pierwotną, barokową formę rezydencji, drugi zaś zbliżył ją do stylu klasycystycznego. W latach 70. XVIII wieku przy zdobieniu wnętrz i fasad pałacu pracowało wielu znanych mistrzów, m.in. Johann Michael Graf z Berlina i malarz z Włoch Antonio d'Angeli.

## Historia
W 1772 pałac był gotowy na przyjęcie rodziny książęcej, która wprowadziła się tam w tym samym roku. W 1779 gościł tutaj słynny Cagliostro, zaś od 1798 pałac był tymczasową siedzibą wygnanego z Francji króla Ludwika XVIII. 10 czerwca 1799 w pałacu ślub wzięli bratankowie króla - Ludwik, książę Angoulême i księżniczka Maria Teresa Charlotta Burbon. W 1800 Ludwik XVIII wyjechał do Warszawy, jednak w 1804 powrócił do Mitawy. Ostatecznie wyjechał w 1807. W okresie wojen napoleońskich istniał w pałacu tymczasowy lazaret polowy. Pałac nie doznał poważnych zniszczeń podczas I, został jednak mocno zniszczony w czasie II wojny światowej. Po wojnie odbudowano go z zewnątrz, lecz nie odtworzono wnętrz. Obecnie mieszczą się tutaj pomieszczenia Łotewskiego Uniwersytetu Nauk Biologicznych i Technologii.